# San Isidro (Granadilla de Abona)
San Isidro es una localidad que forma parte de las entidades de población que conforman el municipio español de Granadilla de Abona, en la isla de Tenerife, comunidad autónoma de Canarias.
La zona más emblemática de la localidad se conoce como Atogo, con mucha afición y dedicación al automovilismo. Está zona en el mundo de los rallys la conocen como La Catedral de Canarias del automovilismo. El último vencedor del rally fue Fernando Cruz, al vencedor de dicha prueba lo reconocen durante todo el siguiente año como el nuevo Rey de La Catedral.

## Toponimia
El nombre original de la zona era Chuchurumbache, término de procedencia guanche, que dio nombre a la hacienda creada en el lugar tras la conquista. A partir del siglo xvii comienza a conocerse la zona con el nombre de San Isidro, debido a la fundación de la ermita por la devoción de los dueños de la hacienda por este santo.

## Características
San Isidro es una de las entidades más dinámicas del municipio de Granadilla de Abona, siendo su localidad más poblada y la tercera en extensión. Se sitúa en torno a los 300 metros de altitud, abarcando una superficie total de 28,48 km² en los que se incluye íntegramente el espacio natural protegido del monumento natural de las Montañas de Ifara y Los Riscos, y parte del de Los Derriscaderos.
El área urbana es atravesada por la carretera que enlaza la capital municipal con la autopista del Sur, extendiéndose las construcciones por los llanos ubicados entre las montañas del Conde, de la Mesita, de las Tabaibas, Frangollo, de Ifara y de Los Riscos. Todas estas elevaciones se corresponden con conos volcánicos de origen estromboliano compuestos por piroclastos basálticos.
Se compone de los núcleos de: Atogo, Casablanca, Castro, Chuchurumbache, Montaña de Yaco, San Isidro, Vista Gorda y Vistas de Yaco.
Aunque San Isidro surge como «barrio dormitorio», pues en él viven muchas personas que se dedican al sector servicios y que acuden a trabajar a las zonas turísticas del sur insular, el barrio ha desarrollado infraestructuras que lo han convertido en una localidad con entidad propia. Cuenta con los Institutos de Enseñanza Secundaria Los Cardones y Magallanes, los Centros de Educación Infantil y Primaria Juan García Pérez, La Jurada, Isaac de Vega y Abona, un centro cultural y una Casa de la Cultura, una comisaría de la policía local, un consultorio médico, la iglesia parroquial y la ermita dedicadas a San Isidro labrador, plazas públicas y parques infantiles, varias gasolineras, farmacias, una oficina de Correos, hoteles, entidades bancarias, varios centros comerciales, así como bares, restaurantes y otros comercios. Además está prevista la construcción de una iglesia dedicada al Santo Hermano Pedro en la zona de Los Cardones.
En cuanto a las instalaciones deportivas, San Isidro posee varios polideportivos y canchas, el campo municipal de fútbol La Palmera, el terrero insular de lucha canaria Pollito de la Barriada y el centro deportivo y de ocio Los Cardones.
También hay una oficina de Servicio de Atención al Ciudadano, del Ayuntamiento de Granadilla.

## Historia
Las tierras donde se ubica San Isidro pertenecían a la familia García del Castillo, descendientes de Fernando García del Castillo, capitán de caballería durante la conquista de la isla.
La ermita fue erigida hacia 1675 por Lucas Rodríguez del Castillo y por los hijos de su hermana María García del Castillo, para que, entre otras cosas, los labradores de su hacienda pudieran cumplir sus obligaciones religiosas. Esta ermita, ubicada junto al camino real que conducía desde el casco de Granadilla hasta la costa, supondrá un foco de atracción para el asentamiento de nuevos vecinos.
A mediados del siglo xix la zona estaba constituida por pequeños caseríos escasamente desarrollados:

ATOGO. Caserío situado en término jurisdiccional de la Granadilla, partido judicial de la Orotava, isla de Tenerife. Dista de la cabeza del distrito municipal 8 kilómetros 309 metros, y lo componen 4 edificios de un piso, habitados 1 constantemente por 3 vecinos 21 almas y 3 temporalmente.
CASA BLANCA. Casa de labranza situada en t. j. de la Granadilla, (...). Dista de la c. del d. m. 6 k. 269 m., tiene dos pisos y está const. habit. por 1 v. 5 a.
CASTRO. (EL) Caserío situado en t. j. de la Granadilla, (...). Dista de la c. del d. m. 4 k. 948 m. y lo componen 7 edif. de un piso y 2 de dos habit. 1 const. por 1 v. 8 a., 7 temp, y 1 inhabit.
CHUCHURUMBACHE. Caserío situado en t. j. de la Granadilla, (...). Dista de la c. del d. m. 5 k., y lo componen 2 edif. de un piso habit. 1 temp. y 1 inhabit.
SAN ISIDRO. Caserío situado en t. j. de la Granadilla, p. j. de la Orotava, isla de Tenerife. Dista de la c. del d. m. 4 k. 918 m., y lo componen 7 edif. de un piso, 2 de dos y 8 choz. ú hog. habit. 2 const. por 3 v. 20 a., 1 temp. y 1 inhabit.
Pedro de Olive, 1865.

El verdadero desarrollo de San Isidro se produce a partir de la década de 1960 con el surgimiento del boom turístico que afecta a Canarias en esas fechas. El barrio surge como lugar de residencia de mucha población atraída por las ofertas laborales de las zonas turísticas próximas, como El Médano o Los Cristianos-Las Américas, gracias a la proximidad del Aeropuerto de Tenerife Sur y de la autopista.
El núcleo es en gran parte el resultado del asentamiento de un destacado volumen de inmigrantes gomeros atraídos por la expansión de los cultivos comerciales y por el fenómeno turístico.

## Demografía
La población ha experimentado uno de los crecimientos más importantes de todo el municipio, pues en veinte años, entre 1960 y 1981, sus efectivos humanos se han multiplicado por seis, pasando, en valores absolutos, de un total de 452 habitantes en la primera fecha, a los 2686 del año 1981.
En el año 2013, el 41% de la población residente en San Isidro era de origen extranjero, sobre todo procedentes de Cuba, Colombia, Venezuela, Rumanía, Marruecos, Alemania, Portugal y Reino Unido. De la población canaria, un 46% procedía de Granadilla de Abona, mientras que el 42% era originario de otro municipio de la isla y el 12% restante de otra isla canaria.
| Núcleo                                                                        | Habitantes | Habitantes | Habitantes | Habitantes | Habitantes | Habitantes | Habitantes | Habitantes | Habitantes | Habitantes | Habitantes | Habitantes | Habitantes | Habitantes |
| Núcleo                                                                        | 2000       | 2001       | 2002       | 2003       | 2004       | 2005       | 2006       | 2007       | 2008       | 2009       | 2010       | 2011       | 2012       | 2013       |
| Atogo                                                                         | -          | -          | -          | 224        | 238        | 256        | 267        | 270        | 259        | 259        | 257        | 257        | 255        | 252        |
| Casablanca                                                                    | -          | -          | -          | N.E.       | N.E.       | N.E.       | 197        | 199        | 193        | 193        | 175        | 163        | 169        | 162        |
| Castro                                                                        | -          | -          | -          | 1955       | 2090       | 2350       | 2530       | 2875       | 3092       | 3191       | 3150       | 3179       | 3340       | 3390       |
| Chuchurumbache                                                                | -          | -          | -          | 186        | 209        | 250        | 255        | 242        | 250        | 250        | 259        | 255        | 254        | 249        |
| Montaña de Yaco                                                               | -          | -          | -          | 401        | 145        | 146        | 151        | 174        | 225        | 249        | 277        | 286        | 311        | 307        |
| San Isidro                                                                    | -          | -          | -          | 6533       | 7428       | 8701       | 10 030     | 11 228     | 12 621     | 13 358     | 13 846     | 14 248     | 14 799     | 15 420     |
| Vista Gorda                                                                   | -          | -          | -          | 14         | 22         | 24         | 28         | 51         | 50         | 49         | 50         | 54         | 51         | 47         |
| Vistas de Yaco                                                                | -          | -          | -          | 44         | 61         | 69         | 73         | 176        | 183        | 184        | 184        | 182        | 192        | 192        |
| Diseminado                                                                    | -          | -          | -          | 198        | 192        | 190        | 179        | 202        | 188        | 185        | 173        | 172        | 170        | 171        |
| TOTAL                                                                         | -          | -          | -          | 9555       | 10 385     | 11 986     | 13 710     | 15 417     | 17 061     | 17 918     | 18 371     | 18 796     | 19 541     | 20 190     |
| Los caracteres N.E. indican que esa Unidad Poblacional no existía en ese año. |            |            |            |            |            |            |            |            |            |            |            |            |            |            |

## Economía
En su entorno se han desarrollado los cultivos de invernadero que ocupan una considerable superficie y cuyos productos se exportan a los mercados europeos. Sus habitantes trabajan en esta actividad y en aquella derivada de la complejidad de servicios que requiere una comunidad en expansión

## Fiestas
El 15 de mayo se celebra la Romería de San Isidro labrador.

## Deportes
San Isidro cuenta como máximo representante al Club Deportivo San Isidro.
Además cuenta con el Club Colombófilo Abona Sur.
También tiene relación con el deporte del motor, pues es habitual en los rallies de Granadilla y de San Miguel, el clásico tramo de Atogo.

## Comunicaciones
Se accede al barrio principalmente por la carretera TF-64, que une el casco de Granadilla con El Médano, y por la Autopista del Sur TF-1. También se puede llegar desde otros puntos del municipio por las carreteras TF-635 y TF-636.

### Transporte público
Cuenta con varias paradas de taxis en la avenida de Santa Cruz y en la avenida Abona, y en autobús —guagua— queda conectada mediante las siguientes líneas de TITSA:
| Línea | Trayecto                                                              |
| ----- | --------------------------------------------------------------------- |
| 010   | Santa Cruz - San Isidro - Aeropuerto Sur (DIRECTO)                    |
| 111   | Santa Cruz - San Isidro - Los Cristianos - Costa Adeje                |
| 408   | Granadilla - San Isidro - El Médano                                   |
| 409   | San Miguel (El Roque) - Granadilla - San Isidro - El Médano           |
| 410   | Granadilla - San Isidro - El Médano - Los Abrigos                     |
| 411   | Granadilla - San Isidro - El Médano - Montaña Pelada                  |
| 412   | Granadilla - San Isidro - Los Abrigos                                 |
| 415   | El Fraile - Las Galletas - Aeropuerto Sur - San Isidro                |
| 430   | Granadilla - Villa Arico - Porís - Costa Aríco - Las Maretas          |
| 450   | Costa Adeje - Los Cristianos - San Isidro                             |
| 711   | Santa Cruz - Aeropuerto Sur - Los Cristianos - Costa Adeje (NOCTURNO) |

## Patrimonio

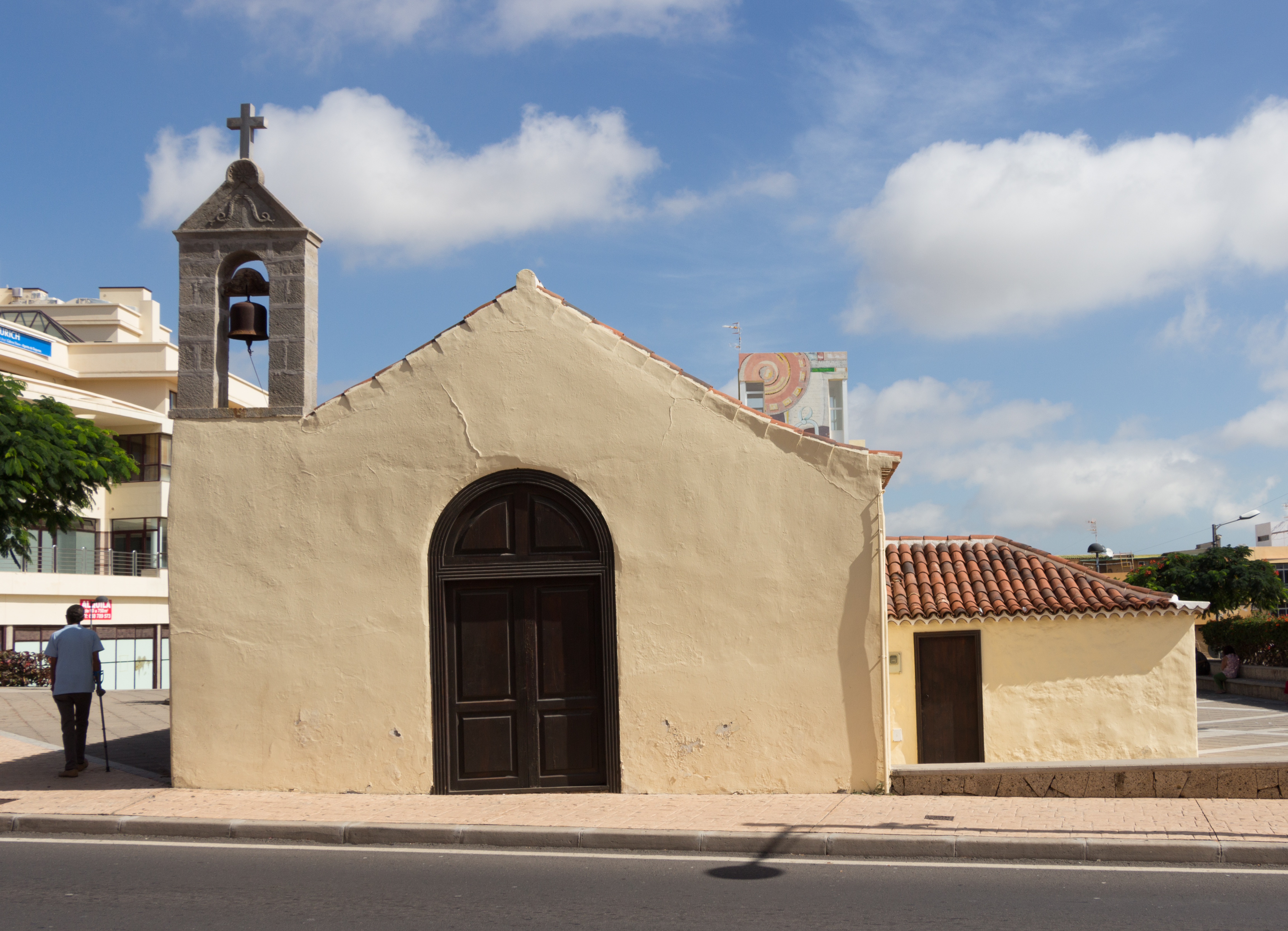
Ermita de San Isidro

- Ermita de San Isidro labrador (BIC)

## Personas destacadas
- Tony Santos (1981-): cantante.
- Maikel Delacalle (1994-): rapero y cantante.